# عزام علواش
عزام هواش (بالإنجليزية: Azzam Alwash)‏ من مواليد عام 1958، هو مهندس هيدروليك وناشط بيئي عراقي. حصل على جائزة غولدمان للبيئة في عام 2013 وذلك عن جهوده في إعادة المستنقعات الملحية في أهوار العراق، والتي تم تدميرها من قبل النظام العراقي السابق بقيادة صدام حسين.

## حياته
غادر عزام العراق عام 1979 عندما كان في العشرين من عمره بسبب رفضة الانضمام لصفوف حزب البعث الحاكم آنذك في العراق. كان في منتصف مراحل الدارسة في الهندسة الهيدرولوكية عندما انتقل إلى لوس أنجلوس في ولاية كاليفورنيا في الولايات المتحدة الأمريكية حيث أتم دراسته هناك. عاد عزام للعراق بعد الحرب التي أطاحت بصدام حسين في عام 2003 وهناك قام بتأسيس جمعية غير ربحية تحت اسم طبيعة العراق والتي تهتم بإعادة إحياء المستنقعات الملحية في أهوار العراق.